# Achraf Koutet
Achraf Koutet, né le  23 août 1995 à Enschede (Pays-Bas), est un acteur néerlandais d'origine marocaine.

## Biographie
Achraf Koutet naît à Enschede de parents marocains et suit une formation d'acteur à l'école de théâtre d'Utrecht.
Depuis 2018, il fait partie du groupe Toneelgroep Amsterdam. Dans la même année, il prend part au film Aladdin.

## Filmographie

### Cinéma
- 2007 : Flikken Maastricht : Ali
- 2015 : De Prijs van de Waarheid
- 2016 : Land Van Lubbers
- 2018 : Aladdin
- 2019 : Instinct (en) : BK
- 2019 : Serial blogueuse : Tarik Bos
- 2021 : Alles van Waarde : Abdel

### Séries télévisées
- 2016 : Land van Lubbers : Barry
- 2016 : Jeuk : PA Producent
- 2016 : A'dam - EVA : Koen
- 2018 : Mocro Maffia : Elias Taheri
- 2021 : De slet van 6VWO : Youssef Bouchikhi
- 2023 : De Club : Ziggy Cherkaoui

### Courts métrages
- 2016 : Kyra : Nick
- 2019 : House of Salt : Dripping Man